# 한치형
한치형(韓致亨, 1434년 ~ 1502년 10월 30일)은 조선 전기의 문신, 시인이다. 한확의 조카이자 소혜왕후(인수대비)의 사촌 오빠이며, 월산대군과 명숙공주, 성종의 외당숙이기도 하다. 자는 형지(亨之), 통지(通之), 시호는 질경(質景), 본관은 청주이다. 영의정으로 재직 중 연산군의 정치를 폭정으로 보고 간하다가 왕의 미움을 사서 본인은 부관참시되고, 일가족은 몰살당했으며 서자들도 처형당했다.
1451년(문종 1) 18세에 음보(蔭補)로 관직에 올라 군직에 임명되었다. 이후 감찰, 장령, 지평, 사복시소윤(司僕寺少尹)을 거쳐 1455년 12월 소윤으로 재직 중 좌익원종공신 3등(佐翼原從三等)에 녹선되었다. 1467년(세조 13) 장례원판결사가 되었다. 이후 우부승지, 좌부승지를 지낸 뒤 우승지, 좌승지를 지낸 뒤 이조와 호조의 참판, 동지중추부사를 거쳐 대사헌이 되고 개성부유수를 두번 역임한 뒤 청성군에 봉작되었다. 이후 경기도관찰사, 한성부판윤을 거쳐 공조, 호조, 형조, 병조의 판서를 역임, 이어 판의금부사, 좌참찬, 좌찬성을 역임하고 우의정이 되어 청성부원군으로 진봉되었다.
한치형은 1496년 좌의정을 거쳐 1500년 영의정에 올랐는데 이때 연산군과 갈등하다가 미움을 받았고 사망한지 2년이 지난 갑자사화 때 관작이 추탈되고 부관참시되었다. 그가 생전에 건의한 법은 시행하지 못하게 하였으며, 첩의 아들 한수(韓遂)는 참형에 처해졌다. 또한 그의 일가 역시 몰살당하였다. 중종반정 이후 신원되었다.
고모가 영락제의 후궁 여비(麗妃)가 되고 다른 고모는 선덕제의 후궁 공신부인(恭愼夫人)이 되었으므로, 성종 때에 명나라에 파견되는 주청사(奏請使)·성절사(聖節使)·사은사(謝恩使) 등으로 여러 차례 명나라에 다녀왔으며, 명나라 황제의 환대를 받았다. 무오사화에는 오히려 김일손 등 사림을 처형하는데 가담하였다.

## 생애

### 생애 초반
한방신(韓方信)의 4대손으로 증조부는 한영(韓寧)이고, 할아버지는 한영정(韓永矴)이며, 아버지는 공조정랑을 지내고 사후 순충적덕병의보조공신 의정부영의정에 증직되고 청성부원군에 추봉된 한절(韓𥑇)이고, 어머니는 한양조씨로 중군총제(中軍摠制) 조서(趙敍)의 딸이며, 개성왕씨로 영원군 왕진의 외손녀였다.
증조부 한영은 고려시대에 신호위녹사를 지냈지만 홍륜의 난에 연루되어 사형당했으며, 조선 건국 후 자헌대부 병조판서에 추증되었다. 할아버지 한영정은 조선 건국 후 중훈대부 순창군사에 이르렀지만 아버지 한절의 관직은 공조정랑에 그쳤고, 생몰년대도 알 수 없다. 종고조부 한공의(韓公義)는 세조의 측근이자 책사인 한명회의 고조부로, 그는 한명회와는 10촌이 된다. 소혜왕후의 친정아버지이자 계양군부인의 친정아버지인 한확은 그의 백부로서 소혜왕후와 4촌간이자, 한치인의 사촌 형제간이 된다.
친고모인 여비 한씨는 명나라에 공녀로 바쳐졌다가 영락제의 눈에 띄어 그의 후궁이 되었다. 다른 고모 공신부인은 선덕제의 후궁이 되었다.
친형 한치원은 성종 초기에 의영고관원, 사직서령 군자감첨정 등을 지냈고, 동생 한치미는 봉사를 역임하였지만 생몰년 기록이 없고, 다른 동생 한치량은 훗날 그의 일가가 화를 입을 때 화를 면하고 1525년까지 생존하였다.
그는 1451년(문종 1) 18세에 음보(蔭補)로 관직에 올라 군직에 임명되고, 호위청 기사관(扈衛廳記事官)이 되었다. 1453년(단종 1) 음보로 사온서직장(司醞署直長)이 되었다. 이후 감찰(監察)을 거쳐, 장령, 지평, 사복시소윤(司僕寺少尹)을 역임하였다. 1455년 12월 소윤으로 재직 중 좌익원종공신 3등(佐翼原從三等)에 녹선되었다.

### 관료 생활
이후 세조 연간에 부승(副丞) 등을 거쳐 1463년 9월 사헌부장령에 제수되었다. 사헌부장령 재직 시인 1463년 사헌부지평 김이용(金利用)이 김처의(金處義)가 《무재록(武才錄)》을 읽지 않고 작은 일이라 말한 것을 지탄했다가 김처의가 국문당했다. 이 일로 그해 11월 사헌부 관원이 모두 피혐하면서 사퇴할 때 같이 사퇴하였다.
이후 우부승지(右副承旨)가 되었다가 1467년 4월 세조가 집상전(集祥殿)에서 승지 적임자를 추천받을 때 물망에 오르기도 했다. 4월 27일 좌부승지(左副承旨)가 되어 왕명으로 이조(吏曹)의 인사업무를 관장하였고, 5월 20일 우승지가 되었다. 평안도 선위사(平安道宣慰使), 좌승지 등을 거쳐 그해 10월 평안도 별선위사(平安道別宣慰使)로 다녀왔다. 이후 1467년(세조 13) 장례원판결사가 되었다. 이후 위장(衛將)을 거쳐서 수성대장이 되었다가, 중추부 동지사로 전임되었다. 1467년 12월 12일 이조참판이 되었다가 12월 27일 호조참판이 되었다.
1468년 예종 즉위 직후에 함길남도관찰사로 발령받았다가 6개월만에 행 호군(行護軍)으로 전임되고, 1469년 다시 호조참판에 임명되었다. 성종 즉위 직후 명나라에 책봉주청사(策封奏請使)로 파견되어 연경에 다녀왔다.
성종이 즉위한 뒤 행호군으로 예종의 산릉 도감 제조(山陵都監提調)에 임명되었으며 동지중추부사가 되었다가 다시 동지중추부사를 거쳐 대사헌이 되었다. 1471년(성종 2) 순성명량좌리공신 3등(純誠明亮佐理功臣三等)에 책록되고 청성군(淸城君)에 봉하여졌으며, 형조판서에 승진되었다. 이후 명나라에 파견되는 성절사의 부사(副使)에 임명되어 명나라를 다녀왔다.
1473년 개성부유수가 되고 이듬해 다시 개성부유수에 재임명되었으며 자헌대부(資憲大夫) 청성군(淸城君) 겸 경기도 관찰사에 임명되어 경기감사로 나갔다가 한성부판윤이 되고 다시 호조판서, 병조판서를 거쳐, 겸선공감 도제조(兼繕工監都提調), 평안도 체찰사(平安道체察使) 등을 역임했다.
1480년 공조판서 때 사은사(謝恩使)로 다녀오고, 1481년 호조판서 때 다시 성절사(聖節使)로, 1484년 다시 명나라에 파견되는 성절사의 정사가 되어 명나라에 다녀왔으며, 1481년 좌참찬에 올랐다. 이후 경상도 진휼사(慶尙道賑恤使), 형조판서, 축장도감 재조(築墻都監提調) 등을 역임했다.

### 생애 후반
연산군이 즉위한 직후 의정부 우찬성(議政府右贊成) 겸 성종의 국장도장 도제조(兼國葬都張都提調)가 되었다가 다시 좌찬성이 되어 좌찬성으로 사헌부대사헌, 의금부판사를 겸직하였고, 1495년(연산군 1) 좌찬성 겸 대사헌이 되고, 이듬해 대광보국숭록대부 의정부우의정에 올랐으며 청성부원군(淸城府院君)에 봉해졌다.
1498년(연산군 4) 좌의정이 되어 그해 7월 실록 필화사건이 무오사화로 발전할 때 노사신 등과 함께 김일손(金馹孫) 등을 처형하게 하였다. 무오사화 때에는 좌의정으로서 김일손 필화사건이 터지자, 김종직의 제자들을 잡아들여 국문할 것을 상주하였다. 이후 유자광(柳子光), 노사신 등과 함께 김일손 등의 처형에 동의하고, 사화에 깊이 관여하였다. 한편 권오복에게 늙은 어머니가 있다는 점을 들어 그의 형을 감경해줄 것을 청하기도 했다.
1500년 의정부영의정에 임명되고, 세자사부(世子師父), 충훈부 당상, 비융사 제조(備戎司提調) 등을 겸직했다. 그는 영의정에 승진했으나 연산군과 갈등했고, 여러번 검소(儉素)와 절용할 것을 아뢰다가 연산군의 미움을 받았으며, 연산군의 폭정을 충간하다가 왕의 미움을 받았다. 1502년(연산군 8년) 10월 3일 영의정으로 재직 중 사망하였다. 바로 질경(質景)의 시호가 추서되었다. 충성스럽고 정직하여 간사함이 없어서 충정무사왈질(忠正無邪曰質)이고, 의리에 의하여 일을 성사시켰으므로 유의이제왈경(由義而濟曰景)이라 하여 질경으로 시호가 정해진 것이다. 향년 68세였다.

### 사후
죽은 뒤인 1504년 5월 갑자사화 때 추죄되어 부관참시되고 일가가 몰살당하였다. 일찍이 그가 연산군의 생모인 윤비(尹妃)를 폐출시킨 모의에 가담하였다는 이유로 윤필상(尹弼商), 한명회 등과 함께 부관참시되고, 그해 5월 4일 그의 수급은 참수되어 저잣거리에 걸렸다. 또한 그가 올린 10조의 서도 모두 불태워졌다. 그해 12월에는 그가 아뢴 법은 모두 폐지되고, 그의 시신은 분골되어 바람에 날려버리게 했으며, 그의 집은 압수되어 장녹수의 친정오라비에게 주어졌다.
그해 12월 18일 그의 서자 한수(韓遂)도 참형당하고 그밖에 일가가 몰살되었으며, 사위 임유침도 유배되었다. 중종반정 후 신원되었다. 결국 사후에 그의 형 한치원의 아들 한적을 사후양자로 들여서 가계를 이었다.
묘소는 아버지 한절의 묘소 근처인 양주군 서산(西山 梨洞, 현 양주군 장흥면 삼상리 이골) 사좌(巳坐)에 있으며, 묘지명과 묘표음기는 참찬(參贊)을 지낸 허백정 홍귀달(虛白亭 洪貴達)이 짓고 썼다. 신도비문은 후손인 정교(正敎)가 짓고, 후손 상갑(相甲)이 글씨를 썼다.

## 가족 관계
- 증조부: 한녕(韓寧)
  - 조부: 한영정(韓永矴)
  - 조모: 의성 김씨 - 의성군 김영렬의 딸
    - 고모: 여비 한씨 - 명나라 영락제의 후궁
    - 고모: 공신부인 - 명나라 선덕제의 후궁
    - 중부: 한전(韓磌)
      - 사촌: 한충인(韓忠仁)
        - 당질: 한훈(韓訓)

    - 백부: 한확(韓確)
      - 사촌: 한치인(韓致仁)
      - 사촌: 한치의(韓致義)
      - 사촌: 한치례(韓致禮)
      - 사촌누이: 정선군부인 한씨, 계양군에게 하가
      - 사촌누이: 소혜왕후 인수대비
      - 사촌매제: 조선 덕종 - 조선 세조의 장남
        - 당질: 월산대군
        - 당질녀: 명숙공주
        - 당질: 조선 성종

    - 생부: 한질(韓𥑇)
    - 생모: 양주조씨
    - 형: 한치원(韓致元)
    - 동생: 한치량(韓致良, 1436년 ~ 1525년)
    - 동생: 한치미(韓致美)
      - 본처: 현주 전주이씨(? ~ 1494년 7월 17일), 이제(양녕대군)의 딸
        - 장녀 : 청주 한씨
        - 사위 : 보안 임씨(保安 林氏) 임유침(林有琛)
          - 외손자 : 임세창(林世昌)
          - 외손자 : 임세방(林世芳)
          - 외손자 : 임세분(林世賁)
          - 외손자 : 임세□(林世□)
          - 외손녀 : 진천 송씨 송홍(宋弘)의 처
          - 외손녀 : 순천 김씨 김부(金坤)의 처

      - 계실 : 단양우씨(丹陽禹氏), 안변도호부사(安邊都護府使) 우연지(禹延之)의 딸
        - 아들 : 한사자(韓獅子)

      - 첩 : 이름 미상
        - 서자 : 한수

## 평가
졸기에 나타난 사관의 인물평에 의하면 성품이 순박하고 침착하여 말이 적었으며 실지를 속여 겉을 꾸미는 것을 일삼지 않았다. 관직에 있어서는 부지런하고 조심하여 사의(私意)로써 법을 굽히지 않았다. 집정(執政)이 일찍이 한치형을 위하여 그의 외손(外孫)에게 벼슬을 주려고 하니, 이를 제지해 말하기를 이 늙은 것 때문에 벼슬을 어리석은 아이에게 줄 수는 없다 하고는 마침내 허락하지 않았다 한다.
그는 비록 큰 공적은 없지마는 또한 드러난 과실도 없었다. 연산군(燕山君)이 정치를 어지럽힐 때를 당하여 누차 검소(儉素)와 절용할 것을 아뢰다가 이로 인하여 비위를 거스렸고 화(禍)가 죽은 뒤에까지 미쳤으니, 슬픈 일이라 한다. 또한 다만 배우지 못하여 학술(學術)이 없어서 일을 만나면 막히는 것이 많았다 한다.

## 같이 보기
- 소혜왕후
- 한충인
- 한확
- 한치례
- 한명회
- 여비 한씨
- 공신부인

## 관련 작품

### 드라마
- 《장녹수》 (KBS2, 1995년~1995년 배우:최정훈)
- 《왕과 비》 (KBS1, 1998년~2000년 배우:김종결)
- 《인수대비》 (JTBC, 2011년~2012년 배우:김하균)